# Joe McDonnell (Hungerstreikender)
Joe McDonnell (irisch Seosamh Mac Dónaill, * 14. September 1951 in Belfast; † 8. Juli 1981 im Maze Prison) war ein Mitglied der Provisional Irish Republican Army und Hungerstreikender.
Joe McDonnell wurde als fünftes von zehn Kindern (andere Quellen sprechen von acht Kindern) in West-Belfast geboren. 1970 heiratete er seine Frau Goretti; aus der Ehe gingen die Kinder Bernadette und Joseph hervor. 
1972 wurde McDonnell im Zuge der „Politik der Internierung“ mehrere Monate im Gefängnis Maze Prison festgesetzt, woraufhin er umgehend nach seiner Freilassung der Provisional Irish Republican Army beitrat. Im Oktober 1976 kam es nach einem Anschlag in Belfast zu einem Schusswechsel mit Kräften der British Army und der RUC, in dessen Folge Joe McDonnell zusammen mit Bobby Sands, Séamas Finucane und Seán Lavery verhaftet wurde. Im September 1977 erhielt Joe McDonnell, wie auch seine Mitangeklagten, eine 14-jährige Haftstrafe wegen illegalen Waffenbesitzes, welche abermals im Gefängnis Maze Prison verbüßt werden musste. 1981 schloss Joe McDonnell sich, wie auch zahlreiche andere Mithäftlinge, den Hungerstreikenden rund um Bobby Sands an, um für ihren Status als politische Gefangene zu kämpfen.
Am 8. Juli 1981 starb Joe McDonnell, 61 Tage nach dem Beginn seines Hungerstreiks von 1981. 
Joe McDonnells Leben ist Gegenstand der irischen Ballade "A Father's Blessing" der Band "The Irish Brigade". Sie wurde unter anderem von den Wolfe Tones interpretiert.
| Personendaten    | Personendaten                                         |
| ---------------- | ----------------------------------------------------- |
| NAME             | McDonnell, Joe                                        |
| KURZBESCHREIBUNG | nordirischer Widerstandskämpfer und Hungerstreikender |
| GEBURTSDATUM     | 14. September 1951                                    |
| GEBURTSORT       | Belfast                                               |
| STERBEDATUM      | 8. Juli 1981                                          |
| STERBEORT        | Maze Prison                                           |